# Zima Software
Zima Software je česká firma zabývající se vývojem počítačových her. Firma byla založená majitelem Martinem Zimou a výrobním ředitelem Radkem Smíškem v roce 1995, s cílem vyvíjet a prodávat hry pro platformu PC.
Prvním projektem bylo neúspěšné RPG Prokletí Eridenu z roku 1997 pro MS-DOS. První úspěšně vydanou hrou byla realtimová strategie Mutarium, ta vyšla také v roce 1997, na MS-DOS a Windows.
Mezi jejich nejznámější hry patří herní série Polda, ta se stala nejpopulárnější adventurní sérií v Česku.
Poté následovala tahová strategie Signus (1998) a arkádová střílečka HyperCore (1999). V roce 2000 byly zrušené dva projekty: realtimeová strategie Hartross – Red Rhapsody a střílečka Shock Killer. V prosinci 2004 vyšla hororová adventura Bloodline.
Firma sídlí od roku 2001 v Praze-Hloubětíně, ovšem od roku 2010 je v likvidaci. I tak Zima Software vlastní různé licence, poskytla například licenci pro adventuru Polda 6 a hra vyšla v roce 2014. V roce 2020 proběhla velmi úspěšná crowdfundingová kampaň na Poldu 7, hra vyšla 15. dubna 2022.